# Anisostachya vestita
Anisostachya vestita är en akantusväxtart som beskrevs av Raymond Benoist. Anisostachya vestita ingår i släktet Anisostachya och familjen akantusväxter. Inga underarter finns listade i Catalogue of Life.